# Martin Štajnoch
Martin Štajnoch (* 15. září 1990 Bojnice) je slovenský hokejový obránce a reprezentant, od července 2017 hráč ruského klubu HC Jugra Chanty-Mansijsk. Mimo Slovensko působil na klubové úrovni v Česku.

## Hráčská kariéra
Svoji hokejovou kariéru začal v týmu MšHK Prievidza, kde v ročníku 2007/08 debutoval v prvním mužstvu tehdy působícím ve druhé nejvyšší slovenské lize. Od následující sezony hrál za Slovan Bratislava a zároveň v prvních dvou letech tohoto angažmá nastupoval také za klub HK Orange 20, což je celek Slovenské reprezentace do 20 let. Se Slovanem získal v lize bronzovou, stříbrnou i zlatou medaili. Za klub nejprve hrál ve Slovenské extralize a od sezony 2012/13 v KHL.

### HC Dynamo Pardubice
V červenci 2015 přestoupil do Česka a stal se novou posilou Dynama Pardubice z nejvyšší soutěže. S týmem se představil v základní skupině E Ligy mistrů 2015/16, kde Dynamo v konfrontaci s celky HC Davos (Švýcarsko) a Färjestads BK (Švédsko) skončilo na nepostupovém třetím místě. V ročníku 2015/16 zároveň s mužstvem bojoval v extralize o záchranu, která se zdařila.

### Mountfield HK
V květnu 2016 odešel společně s Blažem Gregorcem do Mountfieldu HK z Hradce Králové, který je největším ligovým konkurentem Pardubic. S Hradcem se představil na konci roku 2016 na přestižním Spenglerově poháru, kde byl klub nalosován do Torrianiho skupiny společně s celky HC Lugano (Švýcarsko) a Avtomobilist Jekatěrinburg (Rusko) a skončil v základní skupině na druhém místě. Ve čtvrtfinále poté vypadl po prohře 1:5 nad evropským výběrem Kanady. V týmu předváděl kvalitní výkony, i díky nim královéhradecké vedení v lednu 2017 s předstihem uplatnilo roční opci obsaženou ve smlouvě. V sezoně 2016/17 s mužstvem poprvé v jeho historii postoupil v nejvyšší soutěži do semifinále play-off, kde byl klub vyřazen pozdějším mistrem - Kometou Brno v poměru 2:4 na zápasy, ale Štajnoch společně se spoluhráči a trénery získal bronzovou medaili.

### HC Jugra Chanty-Mansijsk
V červenci 2017 dostal zajímavou nabídku od ruského týmu HC Jugra Chanty-Mansijsk z KHL a vedení Hradce Králové mu umožnilo odchod.

## Klubové statistiky
| Sezona    | Klub                     | Soutěž              | Základní část | Základní část | Základní část | Základní část | Základní část | Play off | Play off | Play off | Play off | Play off |
| Sezona    | Klub                     | Soutěž              | Z             | G             | A             | B             | TM            | Z        | G        | A        | B        | TM       |
| --------- | ------------------------ | ------------------- | ------------- | ------------- | ------------- | ------------- | ------------- | -------- | -------- | -------- | -------- | -------- |
| 2007/2008 | MšHK Prievidza           | 0 1. slovenská liga | 22            | 01            | 0             | 01            | 34            | 05       | 01       | 0        | 01       | 02       |
| 2008/2009 | HK Orange 20             | Slovenská extraliga | 27            | 03            | 06            | 09            | 64            | —        | —        | —        | —        | —        |
|           | HC Slovan Bratislava     | Slovenská extraliga | —             | —             | —             | —             | —             | 12       | 0        | 02       | 02       | 06       |
| 2009/2010 | HC Slovan Bratislava     | Slovenská extraliga | 38            | 0             | 08            | 08            | 18            | 15       | 01       | 01       | 02       | 06       |
|           | HK Orange 20             | Slovenská extraliga | 04            | 0             | 02            | 02            | 0             | —        | —        | —        | —        | —        |
| 2010/2011 | HC Slovan Bratislava     | Slovenská extraliga | 29            | 0             | 04            | 04            | 71            | 03       | 0        | 0        | 0        | 02       |
| 2011/2012 | HC Slovan Bratislava     | Slovenská extraliga | 41            | 06            | 06            | 12            | 66            | 16       | 04       | 03       | 07       | 24       |
| 2012/2013 | HC Slovan Bratislava     | 000000 KHL          | 36            | 02            | 08            | 10            | 47            | 03       | 0        | 01       | 01       | 02       |
| 2013/2014 | HC Slovan Bratislava     | 000000 KHL          | 49            | 02            | 06            | 08            | 40            | —        | —        | —        | —        | —        |
| 2014/2015 | HC Slovan Bratislava     | 000000 KHL          | 49            | 01            | 04            | 05            | 71            | —        | —        | —        | —        | —        |
| 2015/2016 | HC Dynamo Pardubice      | 0 Česká extraliga   | 51            | 02            | 14            | 16            | 46            | —        | —        | —        | —        | —        |
| 2016/2017 | Mountfield HK            | 0 Česká extraliga   | 52            | 02            | 06            | 08            | 52            | 11       | 0        | 0        | 0        | 10       |
| 2017/2018 | HC Jugra Chanty-Mansijsk | 000000 KHL          |               |               |               |               |               |          |          |          |          |          |
| 2018/2019 | EC Red Bull Salzburg     | EBEL                |               |               |               |               |               |          |          |          |          |          |

## Reprezentace
| Turnaj               | Místo konání               | Z  | G | A | B | TM | Umístění |
| -------------------- | -------------------------- | -- | - | - | - | -- | -------- |
| MS-18 2008           | Rusko (Kazaň)              | 6  | 1 | 3 | 4 | 10 | 7. místo |
| MSJ 2009             | Kanada (Ottawa)            | 7  | 1 | 3 | 4 | 6  | 4. místo |
| MSJ 2010             | Kanada (Saskatoon, Regina) | 4  | 0 | 0 | 0 | 4  | 8. místo |
| Celkem na MS-18 (1x) |                            | 6  | 1 | 3 | 4 | 10 |          |
| Celkem na MSJ (2x)   |                            | 11 | 1 | 3 | 4 | 10 |          |